# Parepilysta strandi
Parepilysta strandi là một loài bọ cánh cứng trong họ Cerambycidae.